# Тураковердин

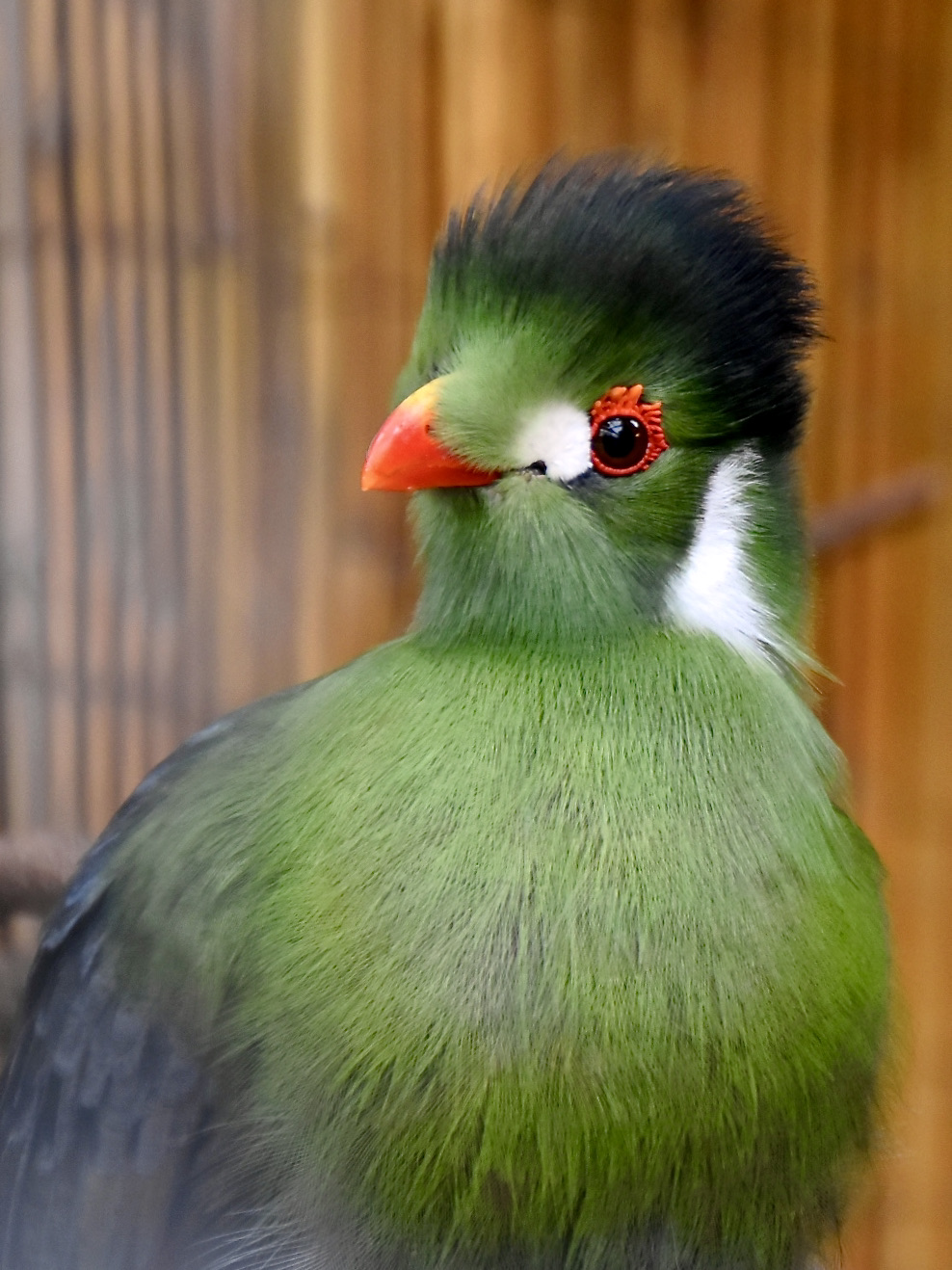
Зелёную окраску оперению белоухого турако придаёт пигмент тураковердин

Тураковердин — медьсодержащий уропорфириновый пигмент, придающий ярко-зелёную окраску оперению некоторых видов птиц из семейства турако. По химическому составу он сходен с турацином, красным пигментом, который также встречается почти исключительно у турако. Тураковердин — один из немногих обнаруженных у птиц действительно зелёных пигментов, поскольку зелёная окраска перьев у большинства других птиц обусловлена сочетанием синей структурной окраски с жёлтыми каротиноидами. Тураковердин был впервые выделен и описан в 1882 году доктором К. Ф. В. Крукенбергом. Тураковердин и турацин были первыми описаными химиками пигментами перьев птиц.

## Химические свойства
На сегодняшний день проведено мало исследований химической природы тураковердина. Исследования Р. Э. Моро в 1950-х годах показали, что он менее растворим в основных растворах, чем химически близкий ему турацин. Первоначально его первооткрыватель считал, что он содержит мало меди и что его основу составляет железо, но более поздний спектроскопический анализ показал высокое содержание меди (и низкое железа) в пигментах зелёных перьев шлемоносного турако и турако Tauraco schalowi. Моро также продемонстрировал, что зелёная окраска турако на самом деле может быть обусловлена совместным действием двух разных пигментов тураковердина, немного различающихся по полярности.
Было показано, что при экстракции и воздействии света, кислорода или сильных оснований турацин приобретает зелёный оттенок. Это заставило нескольких исследователей предположить, что тураковердин может быть окисленным метаболитом турацина. Это подтверждается данными сравнения полос поглощения «измененного турацина» с полосами поглощения туравердина, которые, как показано, очень похожи друг на друга. Несколько исследователей отметили химическое сходство между турацином и тураковердином. Эта связь подтверждается спектральными свойствами, тем фактом, что оба пигмента содержат медь, их схожим микроскопическим расположением в клетках перьев, а также совместным присутствием пигментов: турацин и тураковердин всегда обнаруживаются вместе у одного и того же вида, а во многих случаях встречаются и в тех же местах оперения. Зелёный цвет тураковердина можно определить по его кривой поглощения, пик которой приходится на синие длины волн и в длинноволновом диапазоне выше жёлтого. Тураковердин мало отражает ультрафиолетовое излучение.

## Филогенетические доказательства

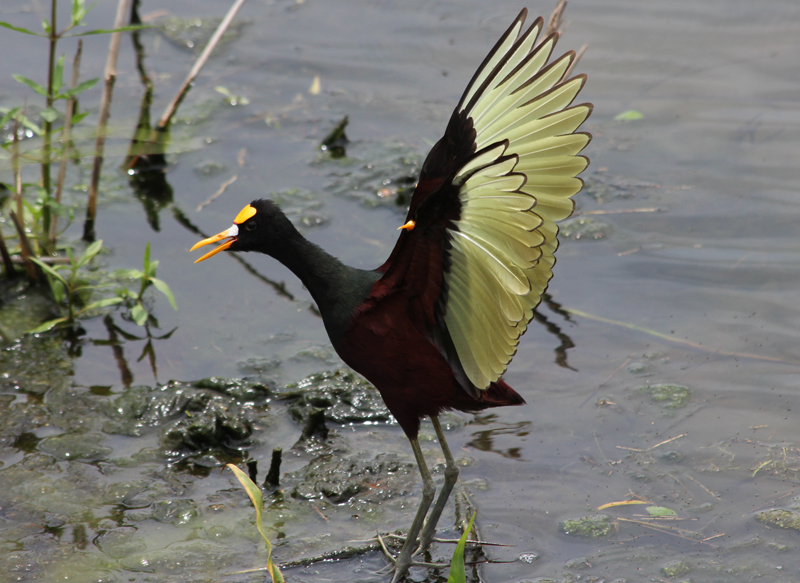
Зелёный цвет крыльев желтолобой яканы может быть обусловлен наличием тураковердина

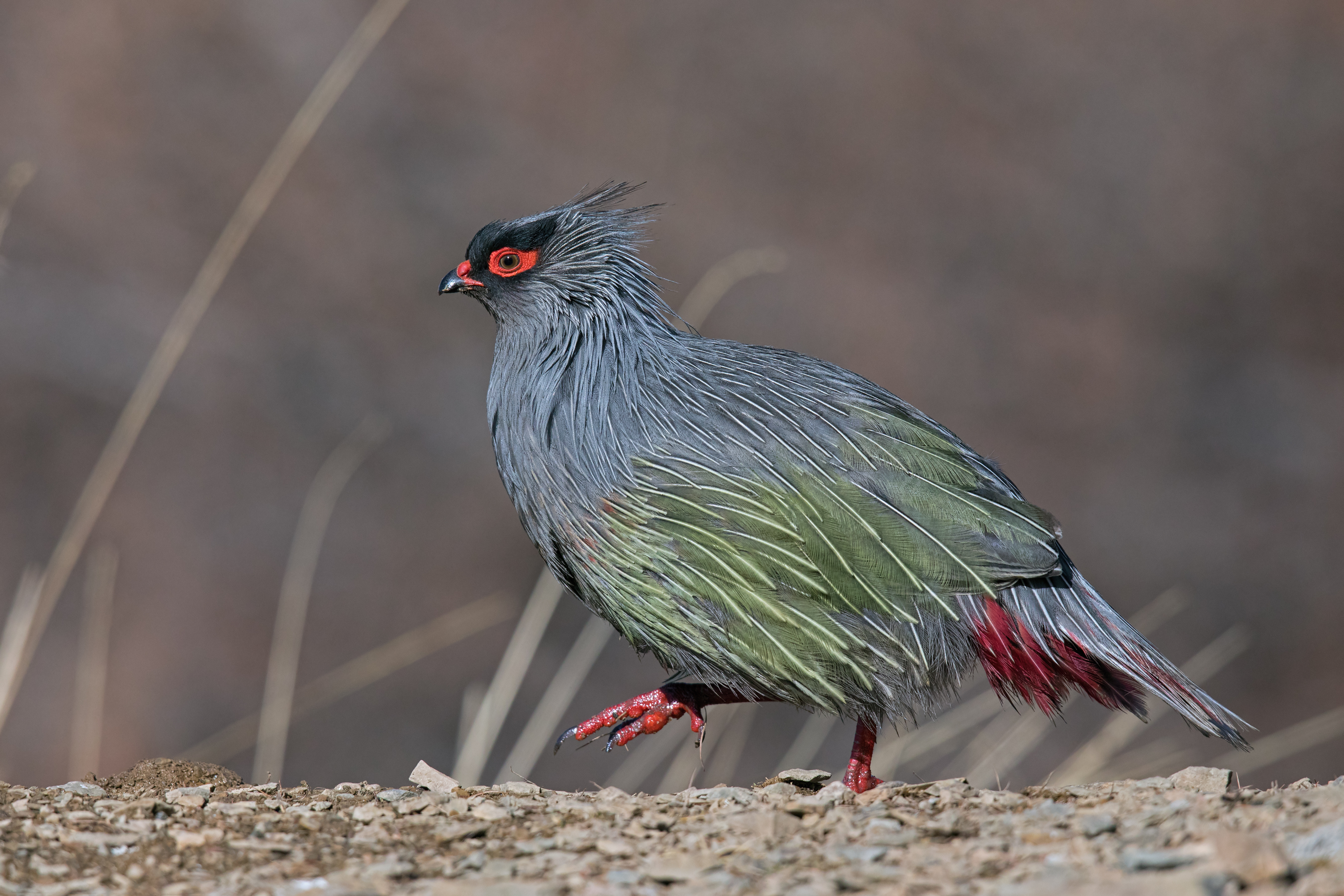
Кровавый фазан

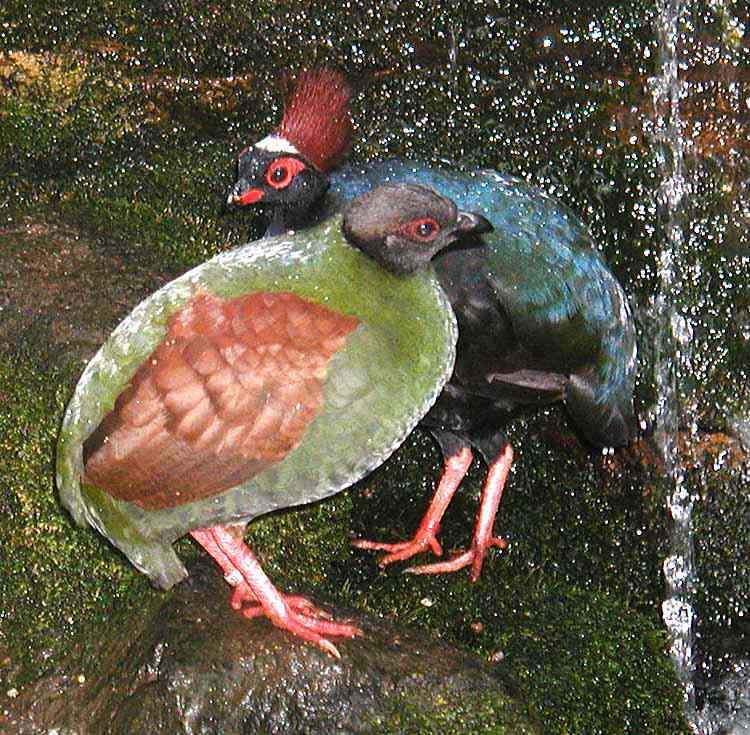
Венценосные куропатки

Турацин и тураковердин встречаются у видов четырёх из шести родов турако. Виды подсемейства Criniferinae обычно считаются лишенными ярких пигментов, однако у представителей рода Corythaeola имеется небольшая полоса тураковердина на груди. Остальные роды турако, относящиеся к подсемейству Musophaginae, являются турацинсодержащими. Более половины видов турако принадлежат к роду Tauraco, все они имеют в основном ярко-зеленую окраску оперения.
Недавние спектрофотометрические данные позволяют предположить, что тураковердин может быть тесно связан или идентичен зелёным пигментам в перьях желтолобой яканы (Jacana spinosa), кровавого фазана (Ithaginis cruentus) и венценосной куропатки (Rollulus rouloul). Поскольку кровавый фазан и венценосная куропатка относятся к отряду курообразных, это дало основание некоторым исследователям предположить наличие общего предка у турако и курообразных, обладавшего тураковердином, что делает наличие этого пигмента симплезиоморфией для этих групп. Данные по пигментам позволяют предположить, что турако произошли от группы курообразных видов, представленной современными родами Ithaginis и Rollolus. Основываясь на внешнем виде его зеленых перьев, исследователь Ян Дайк предполагает, что Rollolus ближе к возможному предку, чем Ithaginis.
С другой стороны, желтолобая якана относится к отряду ржанкообразных, группы, явно не связанной близким родством ни с турако, ни с курообразными. Это делает маловероятным, что тураковердин у видов рода якан (Jacana) отражает общее происхождение с турако или курообразными. Если зелёный пигмент у якан действительно является туравердином, то пигмент должен был эволюционировать независимо у представителей этого отряда. Это подтверждается также тем фактом, что пигмент у Jacana локализован только в маховых перьях, в то время как у всех видов турако и курообразных пигмент обнаружен преимущественно в покровных перьях.

## Биологическое значение
Для выработки турацина и тураковердина, являющихся пигментами на основе меди, требуется большое количество меди. Поскольку турако в основном являются древесными видами, они способны накапливать медь за счет рациона, богатого фруктами, цветами, почками и другими растительными веществами. Исследователи подсчитали, что употребление фруктов в течение трёх месяцев способствует выработке пигмента, присутствующего в недавно выросшем оперении шлемоносного турако. Также было замечено, что молодым турако требуется около года, чтобы приобрести красочное оперение взрослых особей, и некоторые авторы предполагают, что им, вероятно, нужно столько же времени, чтобы получить необходимую медь. Также было отмечено, что все турако обитают в Центральной Африке, которая является одним из самых богатых медью регионов мира. Неизвестно, особенно ли богаты медью рационы турако по сравнению с рационами других птиц, или же турако особенно эффективно извлекают медь из своей пищи. Также неизвестно, имеют ли виды турако, чьё оперение лишено пигментации, обусловленной турацином и тураковердином, рацион сравнительно более бедный медью, поглощают ли меньше меди со своей пищей или имеют меньше ферментов, необходимых для синтеза этих пигментов.
Хотя никаких официальных тестов по изучению функционального значения окраски тураковердина не проводилось, существует множество предположений. Исследователи заметили, что виды турако, обитающие в лесах, чаще имеют зелёный цвет, чем виды, обитающие в других биотопах, что может служить маскировкой от хищников. Фактически было замечено, что чем зеленее и плотнее лесная среда обитания турако, тем темнее зелёный цвет его оперения, в то время как виды турако, не обитающие в лесах, как правило, лишены зелёного пигмента. Однако это утверждение не было тщательно изучено с биохимической или филогенетической точки зрения и ожидает дальнейших исследований. Турако могут использовать свою уникальную зелёную окраску для сексуального или социального сигнализирования, но, опять же, не проводилось никаких спектрофотометрических или биохимических исследований для проверки половых различий в окраске, а из-за ограниченного человеческого восприятия их, по-видимому, не существует.
Другие авторы предполагают, что турако и другие птицы, использующие тураковердин, могут получить физиологическую и биохимическую пользу от синтеза пигмента. Медь, как и порфирины, может нанести вред птицам при накоплении в высоких концентрациях. Турако могут детоксицировать высокие уровни меди, поступающие в организм с пищей, богатой порфиринами, тем самым демонстрируя защиту, которую они себе предоставили, откладывая богатые медью пигменты в своих перьях. Также может иметь некоторое биологическое значение то, что все турако, по-видимому, пигментированы турацином и тураковердином в одних и тех же участках перьев крыльев.